# Alive!
Alive! (с англ. — «Живьём!») — первый концертный альбом американской рок-группы Kiss, включающий концертные версии песен с первых трёх дисков «Kiss», «Hotter Than Hell», и «Dressed to Kill», вышедший в 1975 году.

## Создание
Первые три альбома группы Kiss не пользовались популярностью у музыкальных критиков, также не являясь хитами продаж.
27 марта 1975 года звукорежиссёр Эдди Крамер, работавший также с Джимми Хендриксом, записал концерт группы в Детройте перед 12 тысячами зрителей. В дальнейшем были записаны ещё три выступления Kiss в других городах. Сведение альбома проходило в заложенной Хендриксом студии Electric Lady.

## Об альбоме
Диск получил положительные отзывы и стал одним из наиболее продаваемых альбомов Kiss. Во всём мире продано более 9 000 000 экземпляров.
В чарте Billboard Alive достиг позиции #9. В общей сложности альбом держался в чартах 110 недель — самый долгий срок в истории группы.
Альбом находится на 159-м месте в списке «500 лучших альбомов всех времён» журнала Rolling Stone. По версии журнала Guitar World альбом занимает 26-е место среди «100 лучших гитарных альбомов всех времён» и 3-е место среди «10 лучших концертных альбомов». В 2013 году журнал Classic Rock включил альбом в список «Концертных альбомов, которые изменили мир».

## Обложка
Фотография для обложки была сделана во время репетиции в Michigan Palace. Баннер «KISS» (с оборотной стороны обложки) фотографу Фину Костелло передали фанаты незадолго до начала шоу — с просьбой получить автограф от участников группы. Костелло выполнил их просьбу, также сделав несколько фотографий с группой. Несмотря на усилия фан-клуба Kiss Army, отыскать владельцев баннера так и не удалось.

## Список композиций
Все титры адаптированы из оригинального выпуска.
| №                   | Название                                     | Автор(ы)            | Основной вокал      | Длительность |
| ------------------- | -------------------------------------------- | ------------------- | ------------------- | ------------ |
| 1.                  | «Deuce» (Kiss (1974))                        | Джин Симмонс        | Симмонс             | 3:32         |
| 2.                  | «Strutter» (Kiss (1974))                     | Пол Стэнли, Симмонс | Стэнли              | 3:12         |
| 3.                  | «Got to Choose» (Hotter Than Hell (1974))    | Стэнли              | Стэнли              | 3:35         |
| 4.                  | «Hotter Than Hell» (Hotter Than Hell (1974)) | Стэнли              | Стэнли              | 3:11         |
| 5.                  | «Firehouse» (Kiss (1974))                    | Стэнли              | Стэнли              | 3:42         |
| Общая длительность: | Общая длительность:                          | Общая длительность: | Общая длительность: | 17:12        |

| №                   | Название                                     | Автор(ы)                | Основной вокал         | Длительность |
| ------------------- | -------------------------------------------- | ----------------------- | ---------------------- | ------------ |
| 6.                  | «Nothin’ to Lose» (Kiss (1974))              | Симмонс                 | Симмонс, Питер Крисс   | 3:23         |
| 7.                  | «C’mon and Love Me» (Dressed to Kill (1975)) | Стэнли                  | Стэнли                 | 2:52         |
| 8.                  | «Parasite» (Hotter Than Hell (1974))         | Эйс Фрейли              | Симмонс                | 3:21         |
| 9.                  | «She» (Dressed to Kill (1975))               | Симмонс, Стивен Коронел | Симмонс, Стэнли, Крисс | 6:42         |
| Общая длительность: | Общая длительность:                          | Общая длительность:     | Общая длительность:    | 16:18        |

| №                   | Название                                 | Автор(ы)            | Основной вокал             | Длительность |
| ------------------- | ---------------------------------------- | ------------------- | -------------------------- | ------------ |
| 10.                 | «Watchin' You» (Hotter Than Hell (1974)) | Симмонс             | Симмонс                    | 3:51         |
| 11.                 | «100,000 Years» (Kiss (1974))            | Стэнли, Симмонс     | Стэнли                     | 12:12        |
| 12.                 | «Black Diamond» (Kiss (1974))            | Стэнли              | Крисс, Стэнли (вступление) | 5:47         |
| Общая длительность: | Общая длительность:                      | Общая длительность: | Общая длительность:        | 21:50        |

| №                   | Название                                             | Автор(ы)                    | Основной вокал      | Длительность |
| ------------------- | ---------------------------------------------------- | --------------------------- | ------------------- | ------------ |
| 13.                 | «Rock Bottom» (Dressed to Kill (1975))               | Стэнли, Фрейли (вступление) | Стэнли              | 3:08         |
| 14.                 | «Cold Gin» (Kiss (1974))                             | Фрейли                      | Симмонс             | 5:21         |
| 15.                 | «Rock and Roll All Nite» (Dressed to Kill (1975))    | Стэнли, Симмонс             | Симмонс             | 3:37         |
| 16.                 | «Let Me Go, Rock ’n’ Roll» (Hotter Than Hell (1974)) | Стэнли, Симмонс             | Симмонс             | 5:09         |
| Общая длительность: | Общая длительность:                                  | Общая длительность:         | Общая длительность: | 17:15        |

## Участники записи
- Пол Стэнли — ритм-гитара, вокал
- Джин Симмонс — бас-гитара, вокал

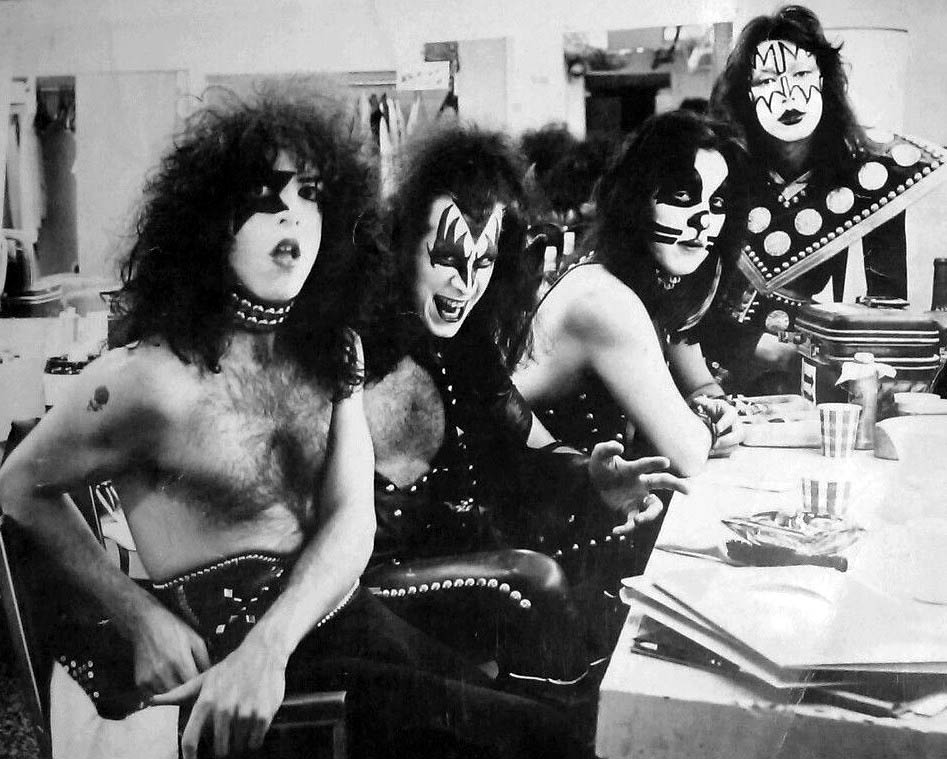
KISS в гримёрной. 1975 год

- Эйс Фрейли — соло-гитара, бэк-вокал
- Питер Крисс — ударные, вокал

## Позиции в хит-парадах
Еженедельные чарты:
| Чарт           | Позиция |
| -------------- | ------- |
| Австрия        | 13      |
| Великобритания | 49      |
| Канада         | 3       |
| Норвегия       | 31      |
| США            | 9       |
| Швеция         | 22      |
| Япония         | 56      |

Годовые чарты:
| Хит-парад (1976)                   | Позиция |
| ---------------------------------- | ------- |
| Канада (RPM Year-End)              | 20      |
| США (Billboard Top Popular Albums) | 31      |